# Lewica Razem
Lewica Razem (česky Levice společně; do června 2019 pouze Razem) je polská levicová politická strana, založená v roce 2015.

## Historie
V parlamentních volbách 2019 strana kandidovala v rámci koalice Levice (spolu s SLD a Wiosnou) a získala 6 poslaneckých mandátů v Sejmu - Magdaleny Biejatové, Darii Gosek-Popiołkové, Macieje Konieczného, Pauliny Matysiakové, Adriana Zandberga a Marceliny Zawiszové.

## Ideologie
Strana se profiluje jako sociálně demokratická, přičemž podporuje odbory a práva zaměstnanců, bojuje proti privatizaci a deregulaci veřejných služeb. Zastává progresivní postoje ve společenských otázkách; podporuje například LGBT práva, zavedení sexuální výchovy ve školách či odluku státu od církve. Kritizuje nacionalismus a podporuje evropskou integraci.